# چمله (طارم)
چمله یک روستا در ایران است که در دهستان گیلوان واقع در شهرستان طارم استان زنجان میباشد. چمله ۳۰۰ نفر جمعیت دارد.
روستای چمله قطب تولید زیتون و برنج در شهرستان طارم میباشد.
در زمان های قدیم در چمله بقعه یا آتشکده ی قدیمی و بسیار زیبایی قرار داشت که متاسفانه با جهالت و نادانی آن مکان تبدیل به امامزاده و زیارتگاه شد تا تاریخ این روستا از بین برود.